# Hernán Mena
Hernán Mena Taboada (octubre de 1952), fue embajador de Chile en Nicaragua. Fue Cónsul en Bariloche (1987-1989) y Cónsul General en Lima (2002-2004).

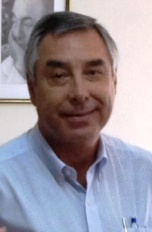
Hernán Mena

## Biografía
Mena realizó sus estudios de Economía en la Universidad de Chile. Entre 1977-78, fue alumno en la Academia Diplomática de Chile, donde obtuvo el segundo lugar de su promoción. Fue becado por el Gobierno de Francia en el Instituto Internacional de Administración Pública de París y es diplomado del Centro de Altos Estudios Nacionales del Perú.
Ingresó en el Servicio Exterior de Chile en 1977. En los años 1980-82 fue el Tercer y Segundo Secretario de la embajada de Chile en Francia. También fue Cónsul Adjunto de Chile en París. Asimismo sirvió en las misiones de Chile en, Costa de Marfil, Austria, Ecuador y Perú. Asimismo, fue Cónsul en Bariloche (1987-1989) y Cónsul General en Lima (2002-2004).
En el Ministerio de Relaciones Exteriores, ha ocupado la Dirección General de Relaciones Económicas Internacionales; la Dirección de Asuntos de Europa; de América del Sur y fue subdirector de Seguridad Internacional y Humana (expolítica Especial) entre 2006 y 2007.
Hernán Mena ha sido condecorado por los gobiernos de Austria y Ecuador.
En el momento de su nombramiento (el 22 de julio de 2010) como embajador de Chile en Nicaragua, ejercía como Cónsul General en Bariloche, donde fue presidente del XXVII Comité de Integración "Los Lagos" en 2009.